# Faro di Blacknore Point
Il faro di Blacknore Point è un piccolo faro inattivo situato sulla riva sud dell'estuario del fiume Severn, 3 chilometri ad ovest della città portuale di Portishead nel Somerset, in Inghilterra. Fu costruito nel 1894 da Trinity House, l'Autorità generale britannica per i fari per assistere le navi che entrano ed escono dal porto di Avonmouth. Nel 1941 fu automatizzato ed elettrificato e rimase attivo sino al 2011.
Si tratta di un faro in ghisa, sorretto da 6 pali, con lanterna e "galleria", il tutto dipinto di bianco; costituisce un esempio ben conservato di faro prefabbricato metallico della fine del XIX secolo. L'accesso (riservato al personale) avviene da sotto, attraverso una scala a pioli che porta ad una camera inferiore alla lanterna.
La lampada da 100 watt produceva un segnale dell'intensità di 12 000 candele attraverso le lenti diottriche biformi di 4ºordine  con una lunghezza focale di soli 250 mm.
La caratteristica del segnale era di due lampi bianchi in un periodo di 10 secondi.